# 我是江小白
《我是江小白》，简称《江小白》，是一部由两点十分动漫等制作出品的青春文艺爱情题材动画作品。动画第一季于2017年11月9日播出，第二季于2018年11月9日播出，于2019年1月16日完结。同名漫画于2017年10月11日开始连载。
动画第一季随着由佟离主笔江小白责编的小说《玻璃小屋》之编写进行讲述，江小白逐渐从中回忆起童年失去的记忆。第二季则讲述在《玻璃小屋》完结后所发生的一连串故事，包括佟离第二部小说的不利、文珍出版社的变故，导致江小白再次走上音乐的道路而和佟离越走越远的故事。
该作品第一季由两点十分动漫和武汉云漫文化联合制作，“江小白酒业”与两点十分动漫联合出品。第二季则由两点十分动漫自行制作出品。
该动画虚实结合，实景大多取景自重庆市。包括长江索道、四川美术学院外的涂鸦街道、黑石山公园里的江津聚奎中学、穿过大楼的李子坝单轨站等等，高度还原了多处重庆地标建筑，被戏称作重庆宣传片。

## 简介

### 第一季
随着由佟离主笔江小白责编的小说《玻璃小屋》的连载，江小白收到的一封封来自十年前的邮件，身边那一枚随身携带的玻璃球，以及出现在幻觉里的少女和现实中相遇的女孩，童年因为车祸而失去的记忆碎片拼织在一起。伴随着十年前的那一连串的故事；以及一个男孩和两个女孩之间命中注定的缘分；在十年之后再次碰撞相遇。其中的遗憾、愧疚背后的真相被一层层得揭开……

### 第二季
作为作家的佟离在《玻璃小屋》完结后，失去了创作的源泉。另一边，江小白也遭遇职业生涯大动荡，阴差阳错加入摇滚乐队。理想的进退维谷，现实的琐碎纠葛，不善沟通的两人，感情渐生隔阂。从熟悉到陌生，又从陌生到熟悉……循环反复的情感，在梦想与青春的涌动中是否经得起考验？当语言无法进入对方的耳朵，当信任即将瓦解，却又意外通过音乐重新交织，江小白和佟离在追梦的路上又如何抉择……

## 获奖记录
- 第三届金数娱奖2018年度卓越人气作品[12]。